# Геги
Геги (на алб. Gegë), също и Гег, е северноалбанско регионално название (по албанското му име) на единия от двата основни диалекта на албанския език.
Говори се от около 2,8 млн. души на север от река Шкумбини, включително от албанците в Косово, Черна гора и северозападните райони на Северна Македония. Те са най-вече мюсюлмани, но в района на Драч – Мирдита до границата с Косово са средоточени и албанските католици.
С името на диалекта са наречени и неговите носители – албанците, които го говорят.